# Mercedes F1 W06 Hybrid
El Mercedes F1 W06 Hybrid es un monoplaza de Fórmula 1 diseñado por Mercedes para competir en la Temporada 2015 de Fórmula 1. Es el sucesor del exitoso W05 Hybrid, y tanto visual como técnicamente es similar a su exitoso predecesor. La transmisión de ocho velocidades y el sistema de recuperación de energía fueron desarrollados por Mercedes. El coche es conducido por vigente campeón del mundo, Lewis Hamilton y por Nico Rosberg, que continúan en el equipo por tercera temporada consecutiva. Como patrocinadores del equipo, en el coche se ven reflejadas las marcas Petronas (como patrocinador principal), Daimler AG, BlackBerry, Qualcomm, Swissquote, Puma y Pirelli.

## Resultados
(Clave) (negrita indica pole position) (cursiva indica vuelta rápida)
| Año  | Motor                               | Neu. | N.º | Pilotos        | 1   | 2   | 3   | 4   | 5   | 6   | 7   | 8   | 9   | 10  | 11  | 12  | 13  | 14  | 15  | 16  | 17  | 18  | 19  | Puntos | Pos. |
| ---- | ----------------------------------- | ---- | --- | -------------- | --- | --- | --- | --- | --- | --- | --- | --- | --- | --- | --- | --- | --- | --- | --- | --- | --- | --- | --- | ------ | ---- |
| 2015 | Mercedes PU106B Hybrid 1.6 V6 Turbo | P    |     |                | AUS | MYS | CHN | BHR | ESP | MON | CAN | AUT | GBR | HUN | BEL | ITA | SIN | JPN | RUS | USA | MEX | BRA | ABU | 703    | 1º   |
| 2015 | Mercedes PU106B Hybrid 1.6 V6 Turbo | P    | 6   | Nico Rosberg   | 2   | 3   | 2   | 3   | 1   | 1   | 2   | 1   | 2   | 8   | 2   | 17≠ | 4   | 2   | Ret | 2   | 1   | 1   | 1   | 703    | 1º   |
| 2015 | Mercedes PU106B Hybrid 1.6 V6 Turbo | P    | 44  | Lewis Hamilton | 1   | 2   | 1   | 1   | 2   | 3   | 1   | 2   | 1   | 6   | 1   | 1   | Ret | 1   | 1   | 1   | 2   | 2   | 2   | 703    | 1º   |